# لیدل گیدینگ
لیدل گیدینگ (به انگلیسی: Little Gidding) یک روستا و محله مدنی در بریتانیا است که در هانتینگدونشر واقع شده‌است. لیدل گیدینگ ۳۶۲ نفر جمعیت دارد.